# Грамотний Малий (струмок)
Грамотний Малий (Малий Грамітний) — струмок в Україні, у Верховинському районі Івано-Франківської області, лівий доплив Грамітного (басейн Прута).
Довжина струмка — 6 км.

## Розташування
Бере початок між вершинами Кам'янець (1526 м.) і Стефулець Великий (1576 м.). Витоки знаходяться на висоті 1300 м. Тече переважно на північний схід і на південному заході від села Біла Річка впадає у Грамітний, праву притоку Пробійни.
Між Великим і малим Грамітними простягається гірське пасмо з полонинами, що включає вершини: Чорал (1468 м.), (Менчіл 1451 м.), Козубейка Нижня і Вишня (1282 м.) і Дуконя (1239 м). З лівого берега Малого Грамітного простягається лісиста гряда з вершиною Комарнечний заввишки 1135 м.

## Притоки
- Штефулець — ліва притока у селі Грамотне[1]
- Явористий — права притока у селі Грамотне[2]
- Рощул — права притока у селі Грамотне[3]